# Natsuko Abe
Natsuko Abe (jap. 阿部 奈津子, Abe Natsuko; * 9. August 1982 in der Präfektur Niigata) ist eine japanische Biathletin.
Natsuko Abe besuchte die Mittelschule in Ojiya, dann die Oberschule im benachbarten Tōkamachi und schließlich die Japanische Sporthochschule. Wie in Japan üblich gehört sie als Biathletin der „Winterkampfausbildungseinheit“ der Bodenselbstverteidigungsstreitkräfte an.
Natsuko Abe gab ihr internationales Debüt 2007 im Biathlon-Europacup. Ihre ersten Rennen bestritt sie in Obertilliach und wurde 48. eines Einzels und 51. eines Sprints. 2009 lief sie an selber Stelle als 37. eines Sprints und 35. einer Verfolgung erstmals in die Punkteränge, 2010 schaffte sie wiederum in Obertilliach als 28. eines Verfolgungsrennen ihr bislang bestes Ergebnis in der Rennserie. Das Weltcupdebüt gab Abe 2010 in Kontiolahti, wo sie 64. eines Sprints wurde und mit Fuyuko Suzuki, Junji Nagai und Kazuya Inomata im Mixed-Staffelrennen auf den 14. Platz kam. 2011 verpasste sie bei ihren bislang bestem Rennen in Ruhpolding auf einen 46. Platz im Sprint nur um sechs Ränge einen ersten Punktegewinn. Erstes Großereignis wurde für die Japanerin die Asienmeisterschaften 2011 in Almaty. Im Einzel lief sie auf den achten Platz, im Staffelrennen gewann sie mit Fuyuko Suzuki, Itsuka Owada und Ayako Mukai als Schlussläuferin die Bronzemedaille.

## Biathlon-Weltcup-Platzierungen
Die Tabelle zeigt alle Platzierungen (je nach Austragungsjahr einschließlich Olympische Spiele und Weltmeisterschaften).
- 1.–3. Platz: Anzahl der Podiumsplatzierungen
- Top 10: Anzahl der Platzierungen unter den ersten zehn (einschließlich Podium)
- Punkteränge: Anzahl der Platzierungen innerhalb der Punkteränge (einschließlich Podium und Top 10)
- Starts: Anzahl gelaufener Rennen in der jeweiligen Disziplin

| Platzierung             | Einzel | Sprint | Verfolgung | Massenstart | Staffel | Gesamt |
| ----------------------- | ------ | ------ | ---------- | ----------- | ------- | ------ |
| 1. Platz                |        |        |            |             |         |        |
| 2. Platz                |        |        |            |             |         |        |
| 3. Platz                |        |        |            |             |         |        |
| Top 10                  |        |        |            |             |         |        |
| Punkteränge             |        |        |            |             | 4       | 4      |
| Starts                  |        | 5      | 1          |             | 4       | 10     |
| Stand: 18. Februar 2011 |        |        |            |             |         |        |